# Bohuslav Vaňous
Bohuslav Vaňous (8. listopadu 1937 – 5. února 2002) byl český silniční motocyklový závodník a konstruktér.

## Závodní kariéra
Závodil ve třídách do 50, 125 a, 250 cm³ na motocyklech Jawa, ČZ, Perti. Největších úspěchů dosáhl na motocyklu VAB vlastní konstrukce. V mistrovství republiky vyhrál 2 závody a na motocyklu VAB se stal mistrem republiky ve třídě do 125 cm³ v roce 1973.

## Úspěchy
- 1x mistr Československa
- Mistrovství Československa silničních motocyklů – celková klasifikace
  - 1965 do 250 cm³ – 12. místo – Jawa
  - 1966 do 250 cm³ – 11. místo – ČZ MS
  - 1967 do 125 cm³ – 11. místo – VAB
  - 1968 do 125 cm³ – 8. místo – VAB
  - 1969 do 125 cm³ – 10. místo
  - 1970 do 50 cm³ – 15. místo – Perti
  - 1970 do 125 cm³ – 3. místo – VAB
  - 1971 do 50 cm³ – 15. místo – Perti
  - 1971 do 125 cm³ – 11. místo – VAB
  - 1972 do 125 cm³ – 5. místo – VAB
  - 1973 do 125 cm³ – 1. místo – Jawa VAB
  - 1974 do 125 cm³ – 8. místo – Jawa VAB
  - 1975 do 125 cm³ – 4. místo – Jawa VAB
  - 1976 do 125 cm³ – 3. místo – Jawa VAB
  - 1977 do 125 cm³ – 4. místo – Jawa VAB
- 2 vítězství v závodech mistrovství Československa